# Gschnitz
Gschnitz ist eine Gemeinde mit 466 Einwohnern (Stand 1. Jänner 2025) und ein Dorf im Bezirk Innsbruck-Land in Tirol (Österreich). Die Gemeinde liegt im Gerichtsbezirk Innsbruck.

## Geographie
Gschnitz liegt im hinteren Teil des Gschnitztals, das bei Steinach am Brenner in das Wipptal mündet. Das Gemeindegebiet erstreckt sich bis zum Talschluss (mit dem 3277 m hohen Habicht) und bildet im Süden die Grenze zu Südtirol (Italien).
Die Gemeinde besteht im Gegensatz zur Nachbargemeinde Trins aus weitverstreuten einzelnen Höfen (Streusiedlung), von denen einige mit Barockmalereien verziert sind. Die rege Bautätigkeit in den letzten Jahrzehnten führte zu einer Verdichtung der Siedlung.

## Geschichte
Gschnitz wurde erstmals 1288 im Tiroler Urbar von Graf Meinhard II. als „Gasnitz“ urkundlich erwähnt. Der antike Ortsname geht auf keltisch *cassaniciu ‚bei den Eichen‘ zurück. Der Ort bestand im Hochmittelalter aus neun Schwaighöfen. Ab dem 18. Jahrhundert entwickelte sich um die Pfarrkirche (1755 von Franz de Paula Penz zu einem Rokokobau umgestaltet) ein Weiler mit dem heutigen Zentrum. Aus den verstreuten Schwaighöfen entwickelten sich die heutigen Ortsteile.
Seit 1811 ist Gschnitz eine selbständige Gemeinde. Mitte des 19. Jahrhunderts setzte mit Bau der Brennerbahn erster Tourismus ein. Bereits ab dieser Zeit boten Einheimische (erwähnenswert ist etwa die Familie Pittracher) ihre Dienste als Bergführer an und führten Erstbesteigungen, wie die des Pflerscher Tribulauns, durch. Ein von Anton Winkler angedachtes Kraftwerksprojekt wurde 1911 aufgrund örtlichen Widerstand nicht umgesetzt. Die erste Straße nach Gschnitz wurde erst 1912 errichtet. Ab den 1920er Jahren intensivierte sich der Sommerfrische-Tourismus und auch für den Winter wurden sechs Schlepplifte in Gschnitz und Trins errichtet. Ab den 1980er Jahren ging der Tourismus aufgrund mangelnder Investitionen wieder zurück und alle Lifte in Gschnitz abgebaut. Der Tourismus hat sich heute auf naturnahe und kleinstrukturierte Angebote spezialisiert und Gschnitz ist mittlerweile ein vom Alpenverein ausgezeichnetes Bergsteigerdorf.
Das Gschnitztal und Gschnitz waren mehrmals Schauplatz von Naturkatastrophen. Im Februar und März 1970 wurde der Ort von Lawinen erreicht, die teils schwere Sachschäden anrichteten. Am 25. Juli 2019 kam es nach heftigen Regenfällen und Gewitter zu einer Vermurung im Gschnitztal. Am 30. Juni 2025 führten große Regenmengen zu mehreren Murenabgängen. Das Hochwasser hat im hinteren Gschnitztal schwere Sachschäden angerichtet und unter anderem das Freilichtmuseum Mühlendorf zerstört.

### Bevölkerungsentwicklung

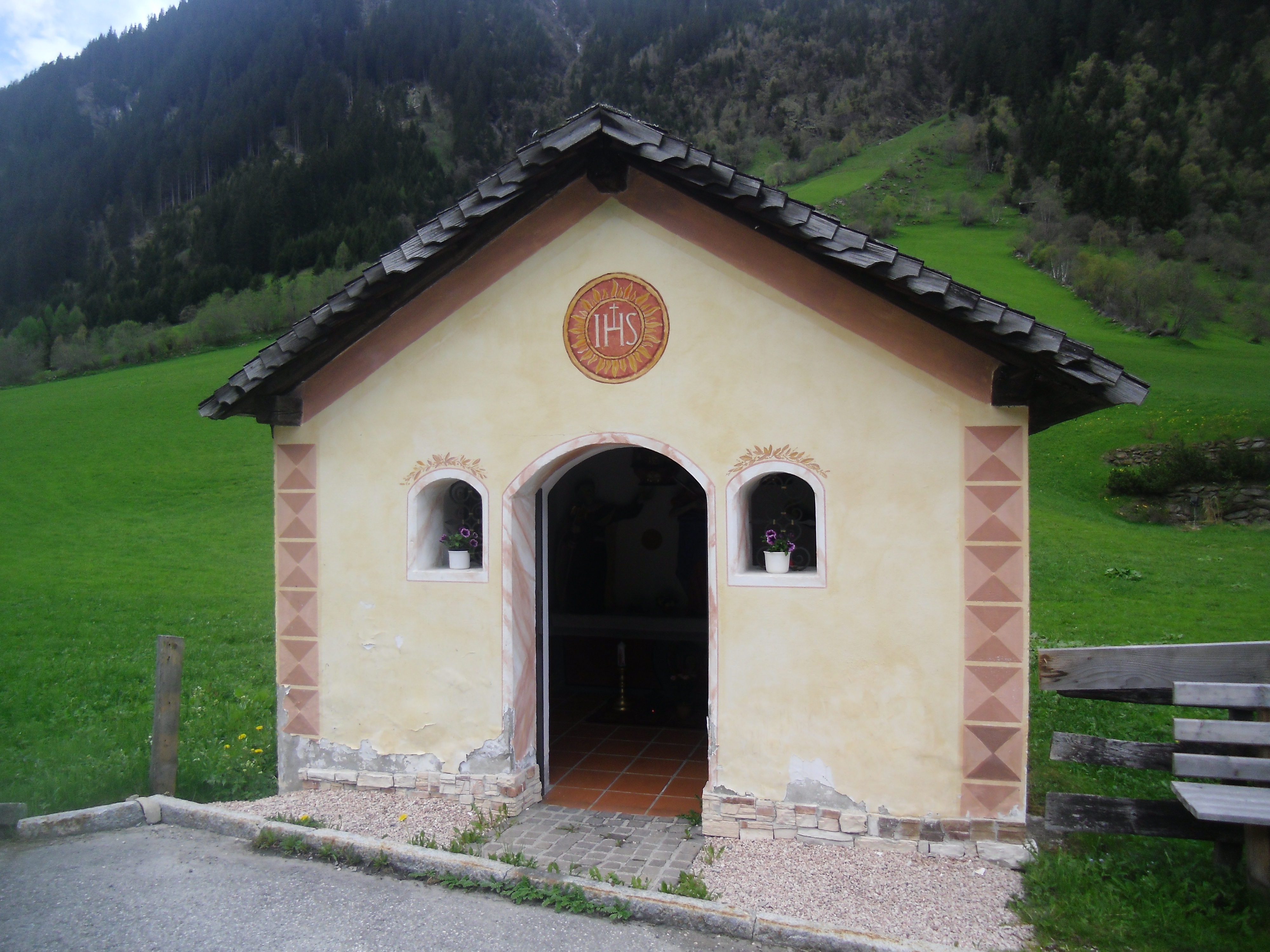
Kalbeskapelle

Mühlendorf am Ende vom Gschnitztal (2008)

EinwohnerJahr1502002503003504004505001860189019201950198020102040EinwohnerEinwohnerentwicklung von Gschnitz

## Kultur und Sehenswürdigkeiten
- Katholische Pfarrkirche Gschnitz „Unsere Liebe Frau Maria Schnee“
- Wallfahrtskapelle hl. Magdalena in Trins
- Kriegergedächtniskapelle
- Prangerkapelle
- Kalbeskapelle
- Bauernhäuser
- Mühlendorf Gschnitz[7]

## Wirtschaft und Infrastruktur

### Wirtschaftssektoren
Von den 35 landwirtschaftlichen Betrieben des Jahres 2010 wurden 9 im Haupt-, 14 im Nebenerwerb, 3 von Personengemeinschaften und 9 von juristischen Personen geführt. Diese 9 bewirtschafteten beinahe die Hälfte der Flächen. Im Produktionssektor arbeiteten 12 Erwerbstätige in der Bauwirtschaft und 3 im Bereich Herstellung von Waren. Die wichtigsten Arbeitgeber des Dienstleistungssektors waren die Bereiche Beherbergung und Gastronomie (12), soziale und öffentliche Dienste (12) und Verkehr (8 Mitarbeiter).
| Wirtschaftssektor            | Anzahl Betriebe | Anzahl Betriebe | Erwerbstätige | Erwerbstätige |
| Wirtschaftssektor            | 2011            | 2001            | 2011          | 2001          |
| ---------------------------- | --------------- | --------------- | ------------- | ------------- |
| Land- und Forstwirtschaft 1) | 35              | 34              | 18            | 10            |
| Produktion                   | 7               | 5               | 15            | 15            |
| Dienstleistung               | 25              | 22              | 41            | 56            |

1) Betriebe mit Fläche in den Jahren 2010 und 1999

### Arbeitsmarkt, Pendeln
Im Jahr 2011 lebten 209 Erwerbstätige in Gschnitz. Davon arbeiteten 58 in der Gemeinde, über siebzig Prozent pendelten aus. 

### Tourismus
Die Gemeinde Gschnitz gehört zum Verbandsgebiet vom Tourismusverband Wipptal. Seit Mai 2019 gehört Gschnitz mit der Nachbargemeinde Trins zum Kreis der Bergsteigerdörfer des österreichischen Alpenvereins und verpflichtet sich zu einem nachhaltigen Tourismus. Neben dem einzigen Hotel (Hotel Kirchdach) gibt es noch zwei Gasthäuser (Feuerstein, Alpenrose) und die Laponesalm am Talschluss, die zu Fuß oder mit dem Hüttentaxi erreichbar ist. 
Die Anzahl der Übernachtungen stieg von 23.000 im Jahr 2011 auf 40.000 im Jahr 2019, um im Jahr 2020 auf 24.000 zurückzugehen.
Sommer
Wie auch Trins sind in Gschnitz vor allem der alpine Bergtourismus und die bewirtschafteten Berghütten (Innsbrucker Hütte, Bremer Hütte, österr. Tribulaunhütte/Tribulaunhaus) sehr prägend für den Sommertourismus. Die Gschnitztaler Hüttentour führt dabei in 6 Etappen (5 Hütten) rund um das Gschnitztal. Ein beliebtes Ausflugsziel ist das „Lebende Mühlendorf“, dort wird die Arbeitsweise der Menschen gezeigt, so wie sie noch vor 100 Jahren war. Wie ein Dorf stehen mehrere mit Wasserkraft angetriebene Getreidemühle nebeneinander. Auf Anfrage gibt es Führungen. Der Sandeswasserfall beim Mühlendorf hat eine positive gesundheitliche Wirkung auf die Atmungsorgane, die sogar wissenschaftlich nachgewiesen wurde.
Ein weiteres Ausflugsziel ist das Wallfahrtskirchlein St. Magdalena mit angrenzender Jausenstation. Im Bergkirchlein befinden sich romanischen Fresken, die zu den ältesten Wandmalereien Tirols zählen. Seit 2017 führt dort auch ein Klettersteig der Schwierigkeitsstufe B/C (mittelschwierig) hin. Oberhalb der Jausenstation befindet sich ein Klettergarten mit mehreren Kletterrouten.
Winter
In Gschnitz gibt es einige Loipen, die kostenlos benützt werden können. Auch ein geräumter Winterwanderweg führt bis ans Talende zum Gasthaus Feuerstein. Außerdem ist diese Gegend für anspruchsvolle Skitouren bekannt.

### Verkehr
Gschnitz ist nur über die Gschnitztalstraße L10 von Steinach am Brenner aus erreichbar. Der nächste Bahnhof befindet sich rund 12 Kilometer entfernt in Steinach am Brenner.

## Politik

### Gemeinderat
In den Gemeinderat werden elf Mandatare gewählt.
| Partei                       | 2022    | 2022    | 2016  | 2016    | 2010 | 2010    | 2004  | 2004    |
| Partei                       | Prozent | Mandate | %     | Mandate | %    | Mandate | %     | Mandate |
| ---------------------------- | ------- | ------- | ----- | ------- | ---- | ------- | ----- | ------- |
| Gemeinsam für Gschnitz (GFG) | 67,37   | 8       | 67,83 | 8       | 100  | 11      | 72,55 | 8       |
| Bürgerliste Gschnitz (BLG)   | 32,63   | 3       | 32,17 | 3       |      |         | 27,45 | 3       |

### Bürgermeister
Die letzten Bürgermeisterwahlen fanden gleichzeitig mit den Gemeinderatswahlen 2022 statt. Andreas Pranger löste dabei Christian Felder als Bürgermeister ab.

### Wappen
Die neun, schwarz-silbernen Giebeldächer erinnern an die neun Urhöfe des Mittelalters, welche den Kern der Besiedlung gebildet haben. Die Kombination Rot mit Weiß steht für deren landesfürstliche Gründer und Besitzer.

## Persönlichkeiten

### Ehrenbürger
- Alfons Senfter (1932–2020), Pfarrer von Gschnitz 1969–2016[18]

### Mit der Gemeinde verbundene Persönlichkeiten
- Manfred Pranger (* 1978), österreichischer Skirennläufer
- Marko Schafferer (* 1984), österreichisch-bosnischer Skirennläufer, in Gschnitz aufgewachsen

## Galerie

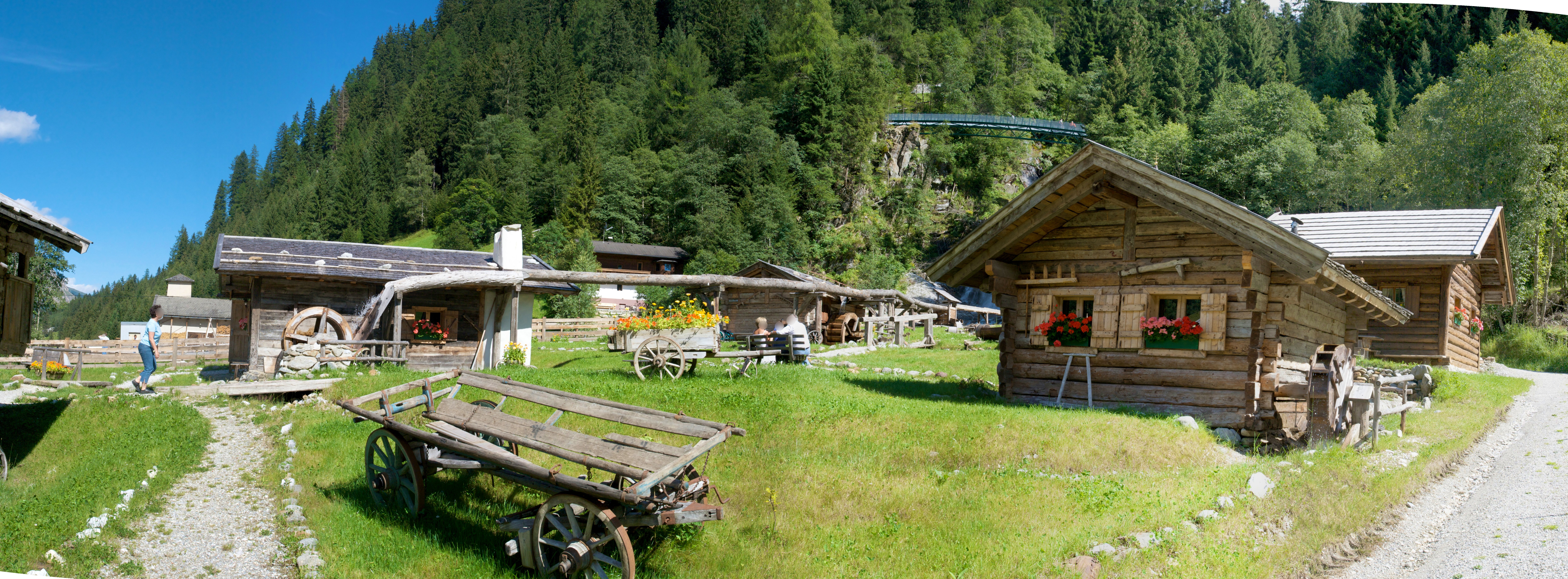
Mühlendorf bei Gschnitz
Gschnitztal bei Gasthaus Feuerstein Panorama nach Süden.
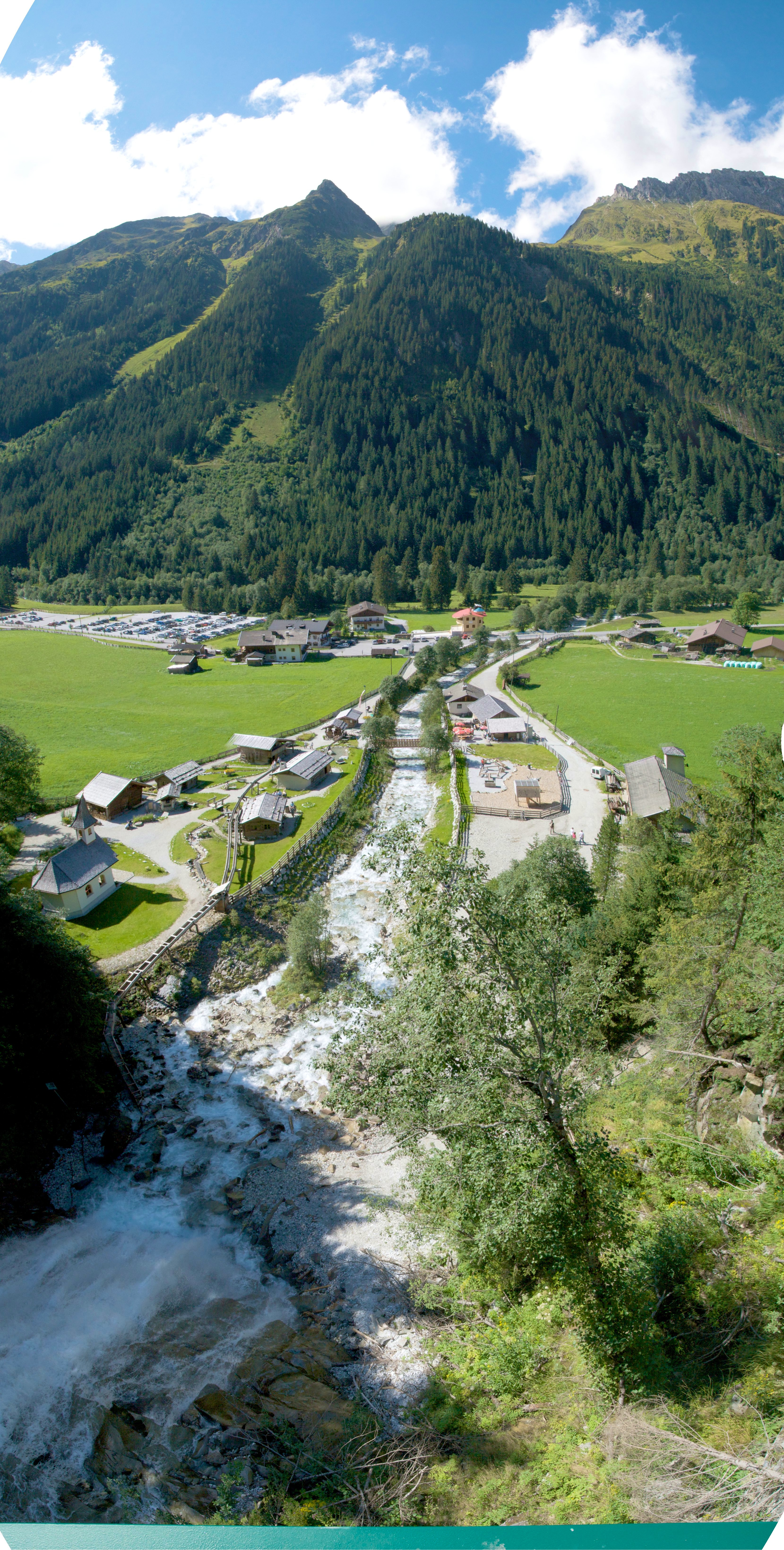
Mühlendorf am Ende vom Gschnitztal von oben
Gschnitztal bei GH Feuerstein Panorama nach Norden
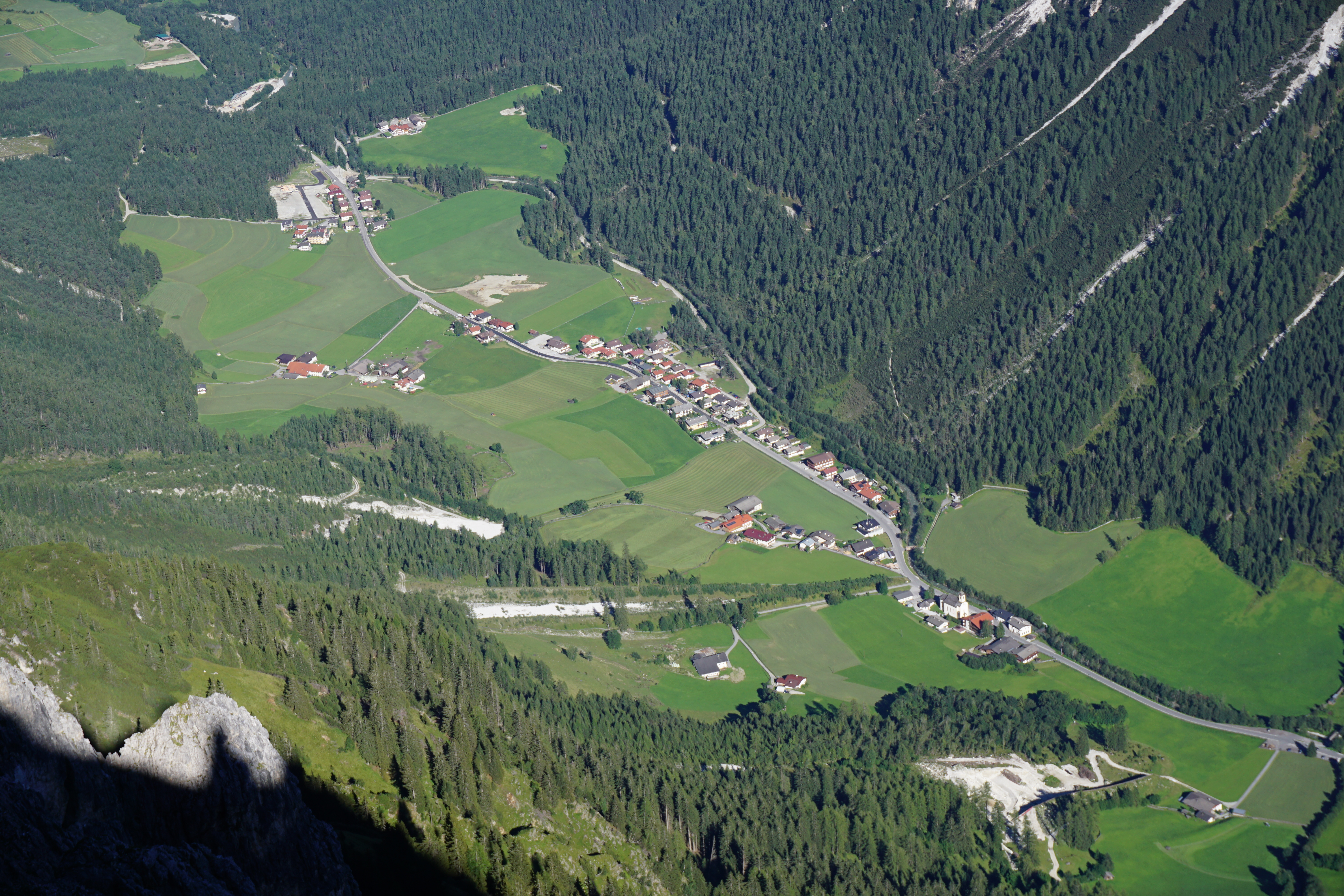
Blick auf Gschnitz Dorf